# Neotrichiorhyssemus balthasari
Neotrichiorhyssemus balthasari är en skalbaggsart som beskrevs av Rakovic 1987. Neotrichiorhyssemus balthasari ingår i släktet Neotrichiorhyssemus och familjen Aphodiidae. Inga underarter finns listade i Catalogue of Life.